# Ambasada Tajlandii w Warszawie
Ambasada Tajlandii w Warszawie (tajski: สถานเอกอัครราชทูตไทย ณ กรุงวอร์ซอ), Ambasada Królestwa Tajlandii – tajlandzka placówka dyplomatyczna znajdująca się w Warszawie przy ul. Willowej 7.
Ambasador Tajlandii w Warszawie akredytowany jest także na Ukrainie.

## Podział organizacyjny
W skład przedstawicielstwa wchodzi:
- Wydział Konsularny[4]
- Biuro Radcy Handlowego – Tajskie Centra Handlowe (ang. Thai Trade Centrum), ul. Grzybowska 12/14, lok. 28.

## Siedziba

### Okres do 1945
W tym okresie utrzymywano jedynie stosunki konsularne.

### Okres po 1945
Stosunki dyplomatyczne nawiązano w 1972. W Warszawie Tajlandia otworzyła swoją ambasadę w 1975. W okresie 1977-1996 jej siedziba mieściła się przy ul. Starościńskiej 1b, następnie przy ul. Willowej 7 (2001-).
Wydział Handlowy funkcjonował przy ul. Migdałowej 4 (1996−2001), ul. Wilczej 66/68 (2001), ul. Emilii Plater 53 (2011–2013), a od 2013 przy ul. Grzybowskiej 12/14.